# 多叶井冈竹
多叶井冈竹（学名：Gelidocalamus multifolius）为禾本科井冈寒竹属下的一个种。

## 扩展阅读
- 維基物種上的相關：多叶井冈竹